# I vampiri di Salem's Lot
I vampiri di Salem's Lot (A Return to Salem's Lot) è un film del 1987 diretto da Larry Cohen.
La pellicola è un adattamento apocrifo del romanzo di Stephen King del 1975 Le notti di Salem, da cui sono anche stati tratti: la miniserie televisiva Le notti di Salem (1979), il film I vampiri di Salem's Lot (1987), la miniserie televisiva Salem's Lot (2004) e il film Le notti di Salem (2024).

## Trama
L'antropologo Joe Weber e suo figlio Jeremy si recano in un paesino sperduto chiamato Salem's Lot, noto anche come Jerusalem's Lot, dove una sua zia gli aveva lasciato la casa.
Una notte scopriranno che il paese è abitato solo da vampiri e da alcuni mortali che li aiutano a procurarne vittime per cibarsene, capitanati dal giudice Axel. Quando in paese arriva l'anziano cacciatore di vampiri Van Meer si allea con Joe per uccidere i vampiri ad uno ad uno.